# Guaimar Ier de Salerne
Guaimar Ier de Salerne (mort en février/mars 901) (italien:  Guaimàrio I  di Salerno)  prince de Salerne de 880 à 900.

## Origine
Guaimar est le fils de Guaifer de Salerne et de Landelaicha de Capoue.

## Règne
Son père Guaifer de Salerne doit faire face aux attaques permanentes des musulmans implantés à Agropoli; en 872 il envoie son fils vers Louis II le Jeune afin de réclamer son aide. L'empereur accepte mais sur le conseil d'Athanase II de Naples il garde Guaimar comme otage. Guaimar est ensuite associé au trône par son père en 877 avant de  succéder à Guaifer en aout 880 lorsque ce dernier décide de se retirer au monastère du Mont-Cassin.
Le nouveau prince participe en 882 à la fondation de Fondi par le Pape Jean VIII avec Aténolf Ier de Capoue, le duc de Naples et le Stratège byzantin de Bari. Guaiamar laisse la réputation d'un prince cruel et violent toujours sous la menace constante des Sarrasins et d'Athanase II de Naples. Devant  l'impuissance de l'Occident et du pape à intervenir après la disparition de Louis II en 875 et celle de Jean VIII en 882, il sollicite l'empire byzantin. Fin 886 début 887 il doit  se rendre en personne à Constantinople et faire sa soumission à l'empereur Léon VI. Il reçoit le titre impérial de Patrice en contrepartie de la reconnaissance de sa vassalité et il doit s'engager à accueillir à Salerne un fonctionnaire byzantin. Les victoires du  Stratège Nicéphore Phocas l'Aîné sur les musulmans permettent de dégager Salerne mais la ville est devenue véritable protectorat byzantin. Il associe au trône son fils Guaimar II en 893.
Malgré sa dépendance envers Byzance Guaimar Ier s'entend avec son beau-frère Guy IV de Spolète lorsque ce dernier s'empare de Bénévent en 895 au détriment des Grecs. Guy lui confère le gouvernement de la cité. En s'y rendant Guaimar est capturé et aveuglé par le gastald d'Avellino. Guy IV doit assiéger la ville pour la soumettre et libérer Guaimar qui retourne à Salerne. Le prince mutilé se laisse aller à ses mauvais penchants; il est obligé d'abdiquer en faveur de son fils et homonyme Guaimar II de Salerne en 900 et il meurt l'année suivante en février ou mars 901.

## Union et postérité
Guaimar Ier épouse en 880 Itta de Spolète sœur de Guy IV de Spolète dont:
- Guaimar II de Salerne
- Guy de Salerne
- Guaifer
- Emma; sa mère Itta refuse qu'elle épouse Landolf, un fils d'Aténolf de Capoue.